# Monthelie
Monthelie ist eine französische Gemeinde im Département Côte-d’Or in Bourgogne-Franche-Comté mit 146 Einwohnern (Stand 1. Januar 2022) und einer Fläche von 3,14 km². 

## Geografie
Monthelie liegt im südlichen Teil der Côte de Beaune, etwa sieben Kilometer von Beaune entfernt nordwestlich von Meursault auf einer Höhe zwischen 251 und 386 m über dem Meer. Die Gemeinde liegt am Südhang des Tals Saint Romain, das die Rotweingebiete von den Weißweingebieten trennt. Wegen seiner Weine ist Monthelie in Fachkreisen sehr bekannt.

## Bevölkerungsentwicklung
| Jahr                       | 1962 | 1968 | 1975 | 1982 | 1990 | 1999 | 2006 | 2016 |
| Einwohner                  | 218  | 220  | 199  | 198  | 193  | 220  | 176  | 162  |
| Quellen: Cassini und INSEE |      |      |      |      |      |      |      |      |

## Weinbau in Monthelie
Die Gemeinde mit der gleichnamigen Appellation in der Nachbarschaft von Meursault verfügt über 120 ha Anbaufläche.  Der größte Teil der Produktion ist Rotwein, fast ausschließlich aus Pinot Noir, aber mit Zusätzen von Pinot Liébault und Pinot Gris hergestellt. 
Ein kleiner Teil des Rotweins wird auch unter der Appellation Monthelie-Côte de Beaune verkauft. Eine kleine Menge Weißwein, wird aus Chardonnay mit Zusatz von Pinot Blanc gekeltert. Auf 30 ha Rebfläche werden diverse Premiers Crus erzeugt, von denen als wichtigste Cas Rougeot, Champs Fulliot, Duresses, Meix-Bataille, Sur la Velle, Taupine und Vignes Rondes zu nennen sind. Das Dorf ist zwar nicht so bekannt wie seine Nachbarn, seine Weine genießen jedoch einen ausgezeichneten Ruf.

## Sehenswürdigkeiten

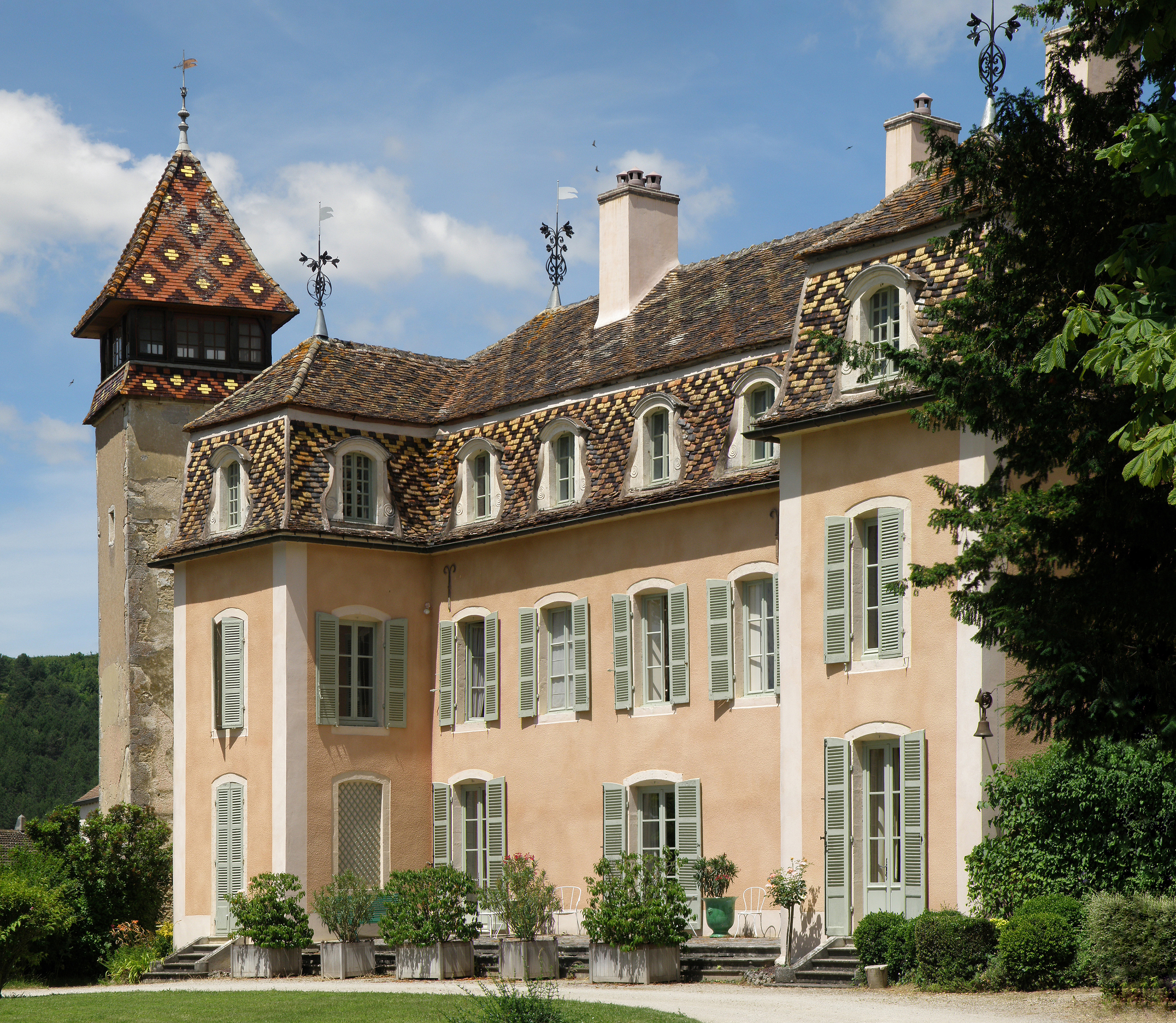
Schloss

Monthelie ist ein pittoreskes Winzerdorf, die Gebäude stammen teilweise aus dem 18. Jahrhundert.